# Mare Marginis
Mare Marginis (Gränshavet) är ett litet månhav på månens norra halvklot, på den östra del av månen som på grund av librationen inte alltid kan observeras från jorden. Det är oregelbundet format och snarast avlångt i väst-östlig riktning. Det ligger norr om månhavet Mare Smythii, mellan dessa månhav ligger kratrarna Neper och Jansky. I Mare Marginis norra del ligger kratern Goddard och norröver ligger kratrarna Hubble och Joliot.